# The Finish
The Finish è un cortometraggio muto del 1917 diretto da Lawrence C. Windom e prodotto dalla Essanay di Chicago.

## Produzione
Il film fu prodotto dalla Essanay Film Manufacturing Company.

## Distribuzione
Distribuito dalla General Film Company, il film - un cortometraggio di due bobine - uscì nelle sale cinematografiche USA il 4 maggio 1917.